# Mas Ferrer Pagès (Saus, Camallera i Llampaies)
Mas Ferrer Pagès és una masia situada al municipi de Saus, Camallera i Llampaies, a la comarca catalana de l'Alt Empordà.